# Eigentlich sollten wir
Eigentlich sollten wir ist ein österreichischer Fernsehfilm aus dem Jahr 2024 von Regisseur Harald Sicheritz nach einem Drehbuch von Klaus Eckel und Thomas Mraz mit Thomas Mraz, Marleen Lohse, Aglaia Szyszkowitz und Roland Düringer. Auf ORF On wurde die Filmkomödie am 30. März 2024 veröffentlicht, die Erstausstrahlung im ORF erfolgte am 1. April 2024. Im Ersten wurde der Film im Rahmen des FilmMittwochs im Ersten am 26. März 2025 erstmals gezeigt.

## Handlung
Stefan „Steffi“ Steindl ist ein Familienvater und Fotograf. Seine Frau Marion ist Grafikerin, gemeinsam haben sie die drei Kinder Lisa, Fabian und Jakob und leben in der Großstadt. Stefan stört sich am vielen Plastikspielzeug der Kinder und geht beispielsweise mit ihnen in den Wald, um ihnen zu zeigen, dass es auch Spaß machen kann, ohne Plastikspielzeug zu spielen.
Nachdem Stefan auf dem Spielzeug der Kinder ausrutscht, kommt er ins Krankenhaus, wo er Ferry Peschl kennenlernt. Im Reparaturcafé Ferry´s Paradise von Ferry trifft Stefan auf eine Gruppe von engagierten Bürgern, zu der neben Ferry auch Luna, Gerda und Alex gehören. Im Kampf gegen Plastik und Müll schließen sie sich zur Aktionsgruppe Parents Against Krempel, kurz PAK, zusammen. Gemeinsam versehen sie Spielwaren eines Spielzeugherstellers mit konsumkritischen Botschaften und manipulieren mit dem Know-how von Ferry deren sprechende Spielzeuge mit eigenen Texten. Die Polizei nimmt die Ermittlungen auf und stuft die Gruppe bald als Terrorzelle ein.
Chefin des Herstellers Kids and Toys ist Betty Krüger, deren Assistent und Liebhaber Masoud Azimi. Stefan wird von dem Spielzeughersteller als Fotograf angeheuert und muss so ein Doppelleben führen. Azimi wird von Luna und Alex entführt und später im Wald wieder freigelassen. Nachdem Marion herausfindet, dass ihr Steffi Mitglied der PAK ist, kommt es zwischen den beiden zum Streit. Als auch Betty Krüger von der Mitgliedschaft Stefan Steindls bei der PAK erfährt, beendet diese die Zusammenarbeit mit Marion Steindl.
Stefan Steindl wird schließlich von der Polizei festgenommen, rückblickend erzählen er und seine Frau den Ermittlern Karin Schober und Wolfgang Horak die Geschichte der PAK. Auch Ferry, Luna, Gerda und Alex werden von der Polizei einvernommen, wobei Ferry behauptet, dass Stefan alles ganz allein gemacht hat. Während die anderen PAK-Mitglieder wegen der Entführung Azimis, die ohne das Wissen von Stefan stattgefunden hat, in Untersuchungshaft bleiben, berichtet Stefan bei Armin Wolf in der ZIB 2 über die PAK und deren Ziele. Die Idee finde mittlerweile auch international Nachahmer. Laut Stefan sollte mehr Zeit und weniger Zeug geschenkt werden. Nach dem Interview gehen die Börsenkurse von Kids and Toys nach unten, während die Followerzahlen der PAK weiter steigen.
Krüger zieht daraufhin alle ihre Anzeigen zurück und behauptet, dass die Aufkleber eine Aktion für Awareness waren, die manipulierten Spielzeuge Teil einer Kampagne für spezielle Features und die Aktionen der PAK virales Marketing. Ferry, Luna, Gerda und Alex werden daraufhin freigelassen. Stefan erklärt seinen Austritt aus der PAK, als Nachfolgerin und neue Anführerin schlägt er Gerda vor. Die Steindls veranstalten einen Flohmarkt, bei dem sie nicht mehr benötigtes Spielzeug verkaufen. Ferry heuert bei Betty Krüger als Experte für Produktindividualisierungen an. Krüger schenkt den Steindls einen VW-Bus, mit dem sie in den Urlaub fahren.

## Produktion und Hintergrund
Die Dreharbeiten fanden von September 2021 bis Februar 2022, unterbrochen aufgrund von Covid-Fällen am Set, während der COVID-19-Pandemie statt. Gedreht wurde in Wien, unter anderem in der ehemaligen Wirtschaftsuniversität am Universitätszentrum Althanstraße, die als Kulisse für die Räumlichkeiten der Polizei und auch für die Innenaufnahmen des zu Beginn gezeigten Krankenhauses diente.
Produziert wurde der Film von der e&a film (Produzent Markus Pauser), beteiligt waren der Österreichische und der Bayerische Rundfunk.
Die Kamera führte Thomas Kürzl, die Musik schrieb Patrik Lerchmüller, die Montage verantwortete Paul Sedlacek und das Casting Nicole Schmied. Das Kostümbild gestaltete Caterina Czepek, das Szenenbild Ina Peichl, den Ton Klaus Kellermann und das Maskenbild Michaela Payer und Reinhard Kirnich. Armin Wolf hat im Film einen Cameo-Auftritt.
Der Song Aloa Ho stammt von Harald Sicheritz (Text) und Lothar Scherpe (Musik).

## Rezeption

### Kritiken
Susanne Bald schrieb auf prisma.de, dass sich mit hohem Tempo und viel absurder Situationskomik die Ereignisse überschlagen würden. Konsumwahn und Konsumkritik werde gleichermaßen auf die Spitze getrieben. Regisseur Harald Sicheritz lobte das Drehbuch, es sei wunderbar, wie sie es geschafft hätten, ein ernstes Thema ohne erhobenen Zeigefinger und auf eine Art, dass man darüber lachen kann, zu vermitteln.
Katharina Zeckau vergab auf tittelbach.tv drei von sechs Sternen. Leider halte die Komödie nicht, was der Titel verspreche. Es mangle dem Drehbuch nicht an kreativen Ideen, die Dialoge seien durchaus originell und mitunter witzig geraten, auch gebe es überraschende Regieeinfälle – doch ohne einen stimmigen narrativen Kern verpuffe alles immer wieder. Der eher eindimensionalen Figurenzeichnung zum Trotz überzeugten jedoch die Schauspieler.
Tilmann P. Gangloff lobte auf evangelisch.de die agile Kamera, die temporeiche Musik und die flotte Inszenierung. Zu einer rundum gelungenen satirischen Komödie werde der Film durch das ästhetische Konzept. Sehr wohltuend sei auch der Verzicht auf den erhobenen Zeigefinger. Die Autoren hätten zwar ein Anliegen, aber mindestens gleichwertig sei der Vorsatz, das Publikum unterhalten zu wollen.
Oliver Alexander kritisierte die Produktion auf quotenmeter.de als Eineinhalb-Stunden-Pamphlet, das sich für eine Gesellschaftssatire halte und aussehe wie ein zusammenhangsloses Sammelsurium aus der Fernsehfilm-Ästhetik-Kiste. Der Film sei eine uninspirierte, ziellose Mischung, die weder unterhalte noch zum Nachdenken anrege.
Oliver Armknecht bewertete den Film auf film-rezensionen.de mit fünf von zehn Punkten. Dieser behandle ein wichtiges Thema, tatsächlich komisch sei das Ergebnis aber nicht. Trotz eines engagierten Ensembles hinterlasse die Satire wenig Eindruck.

### Quote
Die Erstausstrahlung im Ersten am 26. März 2025 erreichte 2,69 Millionen Fernsehzuschauer bei einem Marktanteil von 10,9 Prozent.